# Durbin
Durbin je optički instrument za osmatranje udaljenih predmeta na kopnu, moru, vazduhu i nebu, a u vojsci za osmatranje pri merenju, izviđanju i gađanju. Sastoji se od dva sočiva koja su centrirana na istoj optičkoj osi i smeštena na krajevima cevi, a kod modernih durbina postoje i dve optičke prizme koje okreću lik za 180 stepeni, tako da se predmet vidi u prirodnom položaju.
Prvi durbin nastao je 1609. godine. Galileo Galilei uspeo je da napravi durbin sa uvećanjem od 10 puta, pomoću kojega je bilo moguće videti brodove udaljene dva sata plovidbe. Pored toga, Galilej se setio da taj durbin može da se okrene prema nebu, i tako je nastao prvi teleskop.